# Świnia Góra (Wyżyna Olkuska)
Świnia Góra – wzgórze o wysokości 338 m n.p.m. Znajduje się na Wyżynie Olkuskiej w Bukownie (Stara Wieś) w województwie małopolskim. 